# Camden Market

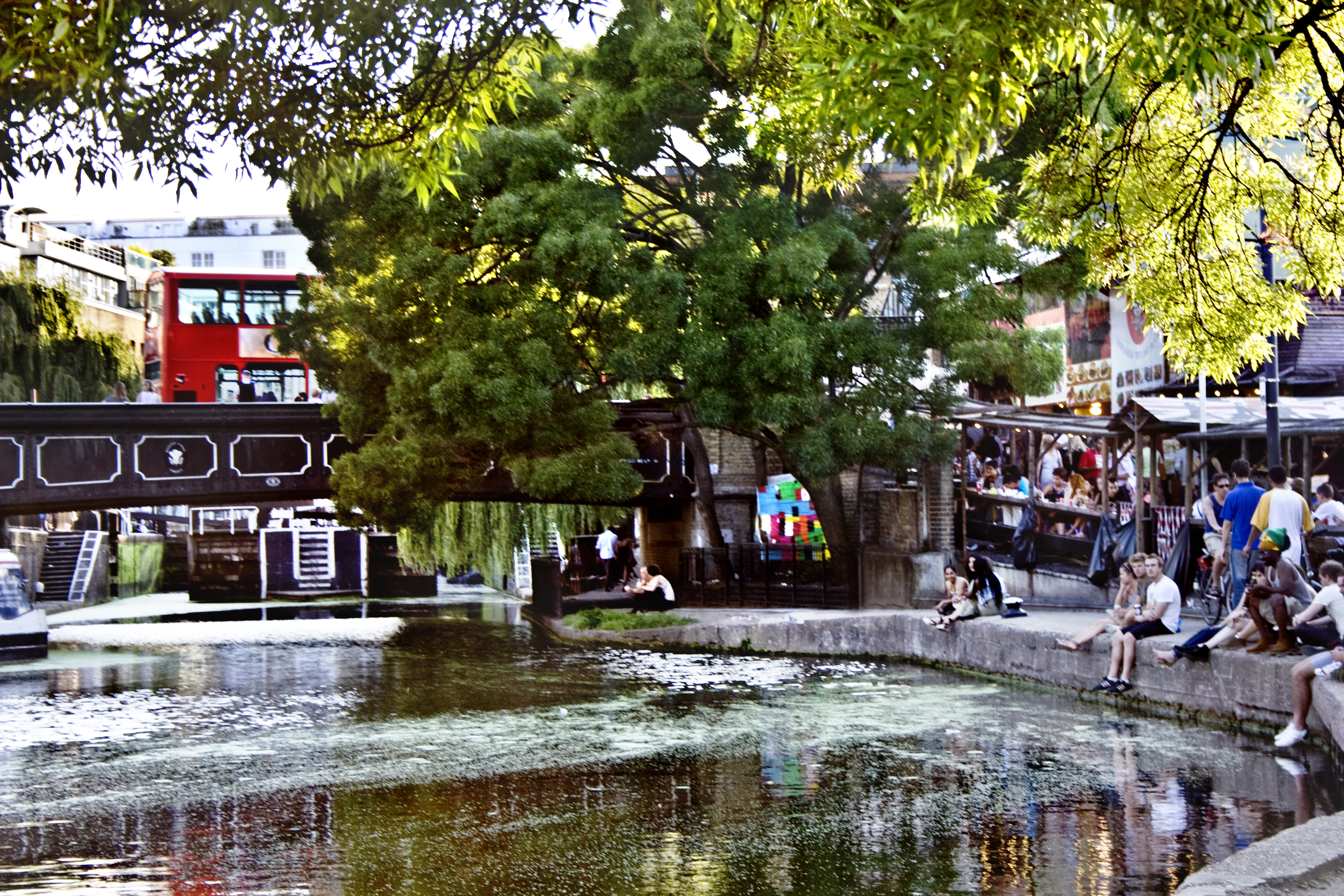
Camden Town Market

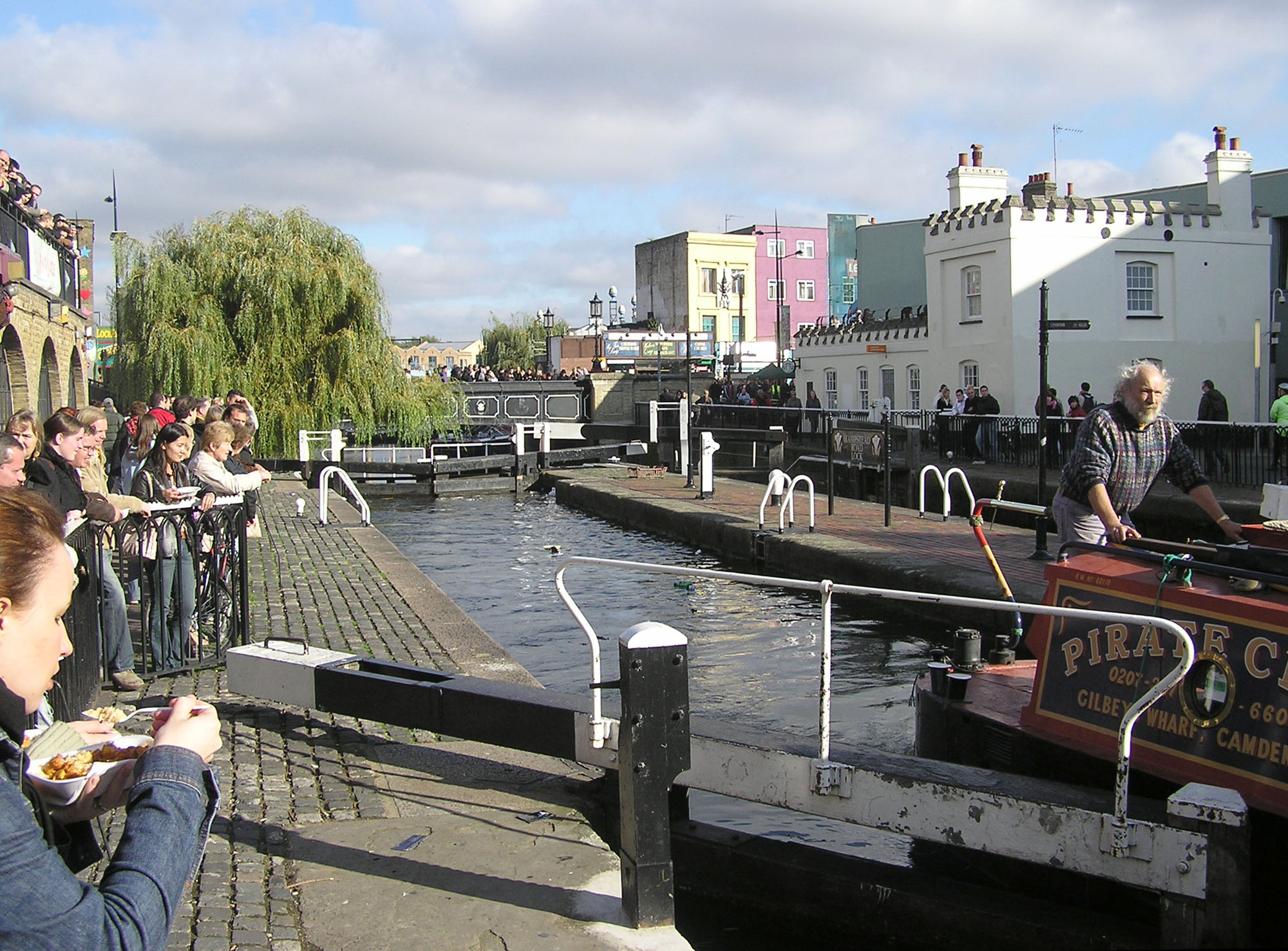
Camden Lock Market

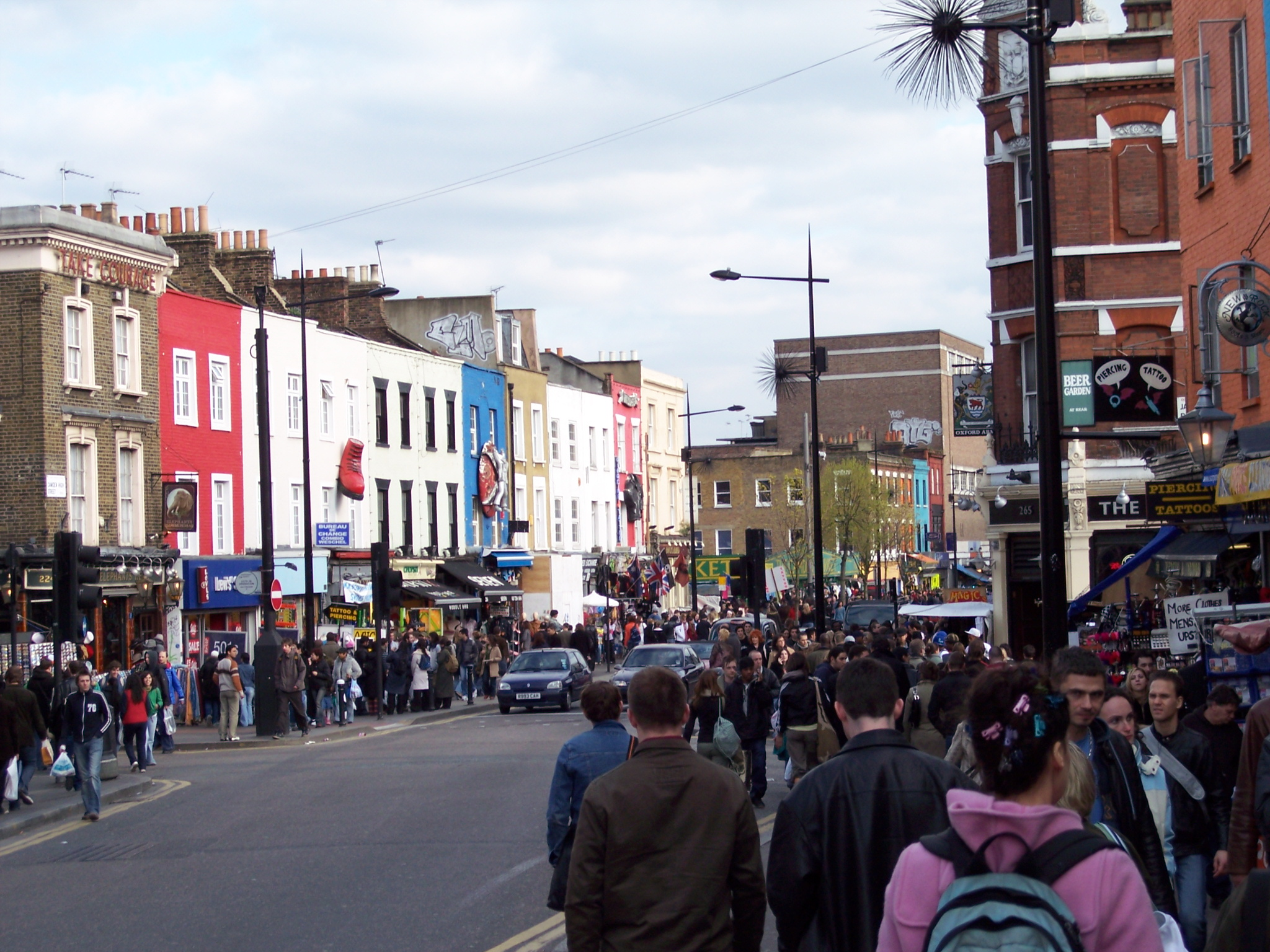
Chalk Farm Road

Als Camden Market wird eine Ansammlung von verschiedenen Märkten in und um die Camden High Street im Londoner Bezirk Camden Town bezeichnet. Sie bilden einen der bekanntesten und größten Märkte der Stadt und werden pro Woche von rund 500.000 Menschen besucht.
Der Markt besteht aus sechs benachbarten Marktbereichen:
- Camden Lock Market, gegründet im Jahr 1974, 1991 wurde eine neue Markthalle eröffnet.
- Stables Market im Norden des Areals. Er hat die größte Fläche von allen Teilbereichen; es werden vorwiegend Kleidungsstücke und Möbel angeboten. Gegen den Umbau des Marktes und die Ansiedlung von großen Modeketten hatten 2007 Anwohner und Londoner protestiert. Auf dem Stables Market wurde 2014 das Amy-Winehouse-Denkmal aufgestellt.
- Camden Canal Market im Nordosten des Areals, direkt am Regent’s Canal. Der Markt wurde am 9. Februar 2008 durch ein Feuer verwüstet. Hierbei wurde auch das bei Prominenten beliebte Pub The Hawley Arms schwer beschädigt.
- Buck Street Market im Süden, in der Nähe der U-Bahn-Station Camden Town
- Electric Ballroom in den Räumlichkeiten eines alten Clubs aus den 1930er Jahren, am Wochenende dient er als Club und an zwei Tagen in der Woche als Market. Im Electric Ballroom spielten Rockbands und Musiker wie Madness, Iggy Pop, U2 oder Sid Vicious.
- Inverness Street in einer Seitenstraße der Camden High Street im Südwesten des Areals, wo zahlreiche Pubs und Bars angesiedelt sind.

Unmittelbar an die Märkte angrenzend haben sich mehrere Medienunternehmen niedergelassen. So haben dort unter anderem MTV, die Nachrichtenagentur AP, als auch der deutsche Sender RTL am Camden Markt ihre Studios. Der verheerende Brand im Februar 2008 war nicht der erste seiner Art. Bereits im Oktober 1980 fielen Teile des Marktes einem Feuer zum Opfer.
Im Mai 2009, über ein Jahr nach dem verheerenden Brand, öffnete der Camden Market mit über einhundert neuen Geschäften unter dem neuen Namen Camden Lock Village wieder seine Pforten.
Am 10. Juli 2017 brach kurz nach Mitternacht ein Feuer im Camden Lock Market aus. Über 70 Feuerwehrleute waren im Einsatz und konnten den Brand nach rund drei Stunden in den frühen Morgenstunden unter Kontrolle bringen.